# Neela Bhagwat
Neela Bhagwat es una cantante de música clásica, profesora y traductora India. Ella nació en Pune, Maharashtra. Su maestro fue el Pandit Sharatchandra Arolkar, quien estudió con el Pandit Krishnarao Shankar. También fue su maestro el Panfit Jal Balaporia. Es además, una de las intérpretes más conocidas por componer canciones interpretadas al género musical de thumris desde una perspectiva feminista. Sus contribuciones incluyen composiciones de Kabir y Meera bhajans.